# 63-й кинофестиваль в Сан-Себастьяне
63-й кинофестиваль в Сан-Себастьяне проходил с 18 по 26 сентября 2015 года в Сан-Себастьяне (Страна Басков, Испания).

## Жюри официального конкурса
Члены жюри:
- Паприка Стеен ( Дания), актриса (президент жюри).
- Нандита Дас ( Индия), актриса и режиссёр.
- Даниэль Монсон[англ.] ( Испания), режиссёр, сценарист и актёр.
- Эрнан Муссалуппи ( Аргентина), режиссёр.
- Жюли Сальвадор ( Франция), продюсер.
- Уберто Пазолини ( Италия), продюсер, режиссёр.
- Лучано Товоли ( Италия), кинооператор.

## Фильмы фестиваля

### Официальный конкурс
Участвовали 22 фильма:
| Название                                             | Режиссёр              | Страна                           |
| ---------------------------------------------------- | --------------------- | -------------------------------- |
| 21 ночь с Патти / Vingt et une nuits avec Pattie     | Братья Ларье          | Франция                          |
| Бабушка / Amama                                      | Асьер Альтуна Иса     | Испания                          |
| Отступник / El apóstata                              | Федерико Вейрох       | Испания Уругвай Франция          |
| Назад на Север / 向北方                              | Лю Хао                | Китай                            |
| Белые рыцари / Les Chevaliers Blancs                 | Жоаким Лафосс         | Бельгия Франция                  |
| Демоны / Les démons                                  | Филип Лесаж           | Канада                           |
| Отличный день для полёта / Un dia perfecte per volar | Марк Реча             | Испания                          |
| Эва не спит / Eva no duerme                          | Пабло Агуэро          | Аргентина Франция Испания        |
| Эволюция / Évolution                                 | Люсиль Хадзихалилович | Франция Бельгия Испания          |
| Всё, что у меня есть / Freeheld                      | Питер Соллетт         | США                              |
| Высотка / High-Rise                                  | Бен Уитли             | Великобритания                   |
| Мойра / მოირა                                        | Леван Тутберидзе      | Грузия                           |
| Дитя чудовища / バケモノの子                         | Мамору Хосода         | Япония                           |
| Король Гаваны / El rey de La Habana                  | Агусти Вильяронга     | Испания Доминиканская Республика |
| Воробьи / Þrestir                                    | Роунар Роунарссон     | Исландия Дания Хорватия          |
| Песнь заката / Sunset Song                           | Теренс Дэвис          | Великобритания Люксембург        |
| Труман / Truman                                      | Сеск Гай              | Аргентина Испания                |
| Вне конкурса:                                        |                       |                                  |
| Затмение / Regression                                | Алехандро Аменабар    | Испания                          |
| Лондонская дорога / London Road                      | Руфус Норрис          | Великобритания                   |
| Убойный огонёк / Mi gran noche                       | Алекс де ла Иглесиа   | Испания                          |
| Специальные показы:                                  |                       |                                  |
| Вдали от моря / Lejos del mar                        | Иманол Урибе          | Испания                          |
| Мы не одни / No estamos solos                        | Пере Жоан Вентура     | Испания                          |

## Лауреаты

### Официальные премии
Официальные премии — 2015:
- Золотая раковина: Воробьи, реж. Роунар Роунарссон[англ.]
- Специальный приз жюри: Эволюция, реж. Люсиль Хадзихалилович
- Серебряная раковина лучшему режиссёру: Жоаким Лафосс (Белые рыцари)
- Серебряная раковина лучшей актрисе: Йорданка Ариоса (Король Гаваны)
- Серебряная раковина лучшему актёру: Рикардо Дарин и Хавьер Камара (Труман)
- Приз жюри лучшему оператору: Маню Дакос[англ.] (Эволюция)
- Приз жюри за лучший сценарий: Братья Ларье (21 ночь с Патти)

### Почётная награда — «Доностия» за вклад в кинематограф
- Эмили Уотсон, актриса ( Великобритания).[5]